# HD 28505
HD 28505，又名BD+09 590，SAO 93971、HR 1425，是一颗恒星，视星等为6.48，位于銀經185.41，銀緯-25.18，其B1900.0坐标为赤經4h 24m 33.1s，赤緯+10° -25.18′ 43″。